# Špagetový katalyzátor
Špagetový katalyzátor je dvacátý díl třetí řady amerického televizního seriálu Teorie velkého třesku. V této epizodě hostuje Jannette Bloom. Režisérem epizody je Anthony Rich.

## Děj
Po rozchodu Leonarda s Penny má Sheldon problém s tím, že je Leonard jeho nejlepší přítel, zároveň si chce udržet přátelství i s Penny. Nechce totiž jednoho či druhého naštvat tím, že se s tím druhým baví. Velmi se snaží před zbytkem partičky utajit fakt, že jde k Penny na večeři. Leonard a Penny mezitím zjišťují, jak se k sobě po rozchodu chovat.

## Obsazení
| Johnny Galecki | Leonard Hofstadter |
| Jim Parsons    | Sheldon Cooper     |
| Kaley Cuoco    | Penny              |
| Simon Helberg  | Howard Wolowitz    |
| Kunal Nayyar   | Raj Koothrappali   |
| Jannette Bloom | žena               |